# 1306年
| 千纪： | 2千纪 |
| 世纪： | 13世纪 \| 14世纪 \| 15世纪                                                                                 |
| 年代： | 1270年代 \| 1280年代 \| 1290年代 \| 1300年代 \| 1310年代 \| 1320年代 \| 1330年代                           |
| 年份： | 1301年 \| 1302年 \| 1303年 \| 1304年 \| 1305年 \| 1306年 \| 1307年 \| 1308年 \| 1309年 \| 1310年 \| 1311年 |
| 纪年： | 丙午年（马年）；元大德十年；越南興隆十四年；日本嘉元四年，德治元年                                         |

## 大事记
- 3月25日，罗伯特·布鲁斯加冕为苏格兰国王。
- 6月19日，英格兰国王爱德华一世在梅思文战役中击败罗伯特·布鲁斯。
- 8月—9月，英军攻陷威尔德鲁米城堡，擒杀罗伯特的弟弟奈杰尔，俘获罗伯特的王后伊丽莎白·伯格、妹妹克里斯蒂娜、玛丽、女儿马乔丽。
- 元成宗將其兄答剌麻八剌的遺孀弘吉剌氏答己和其兒子愛育黎拔力八達貶到懷孟路。
- 熱那亞共和國將羅得島賣給聖約翰騎士團。